# Palais Klein

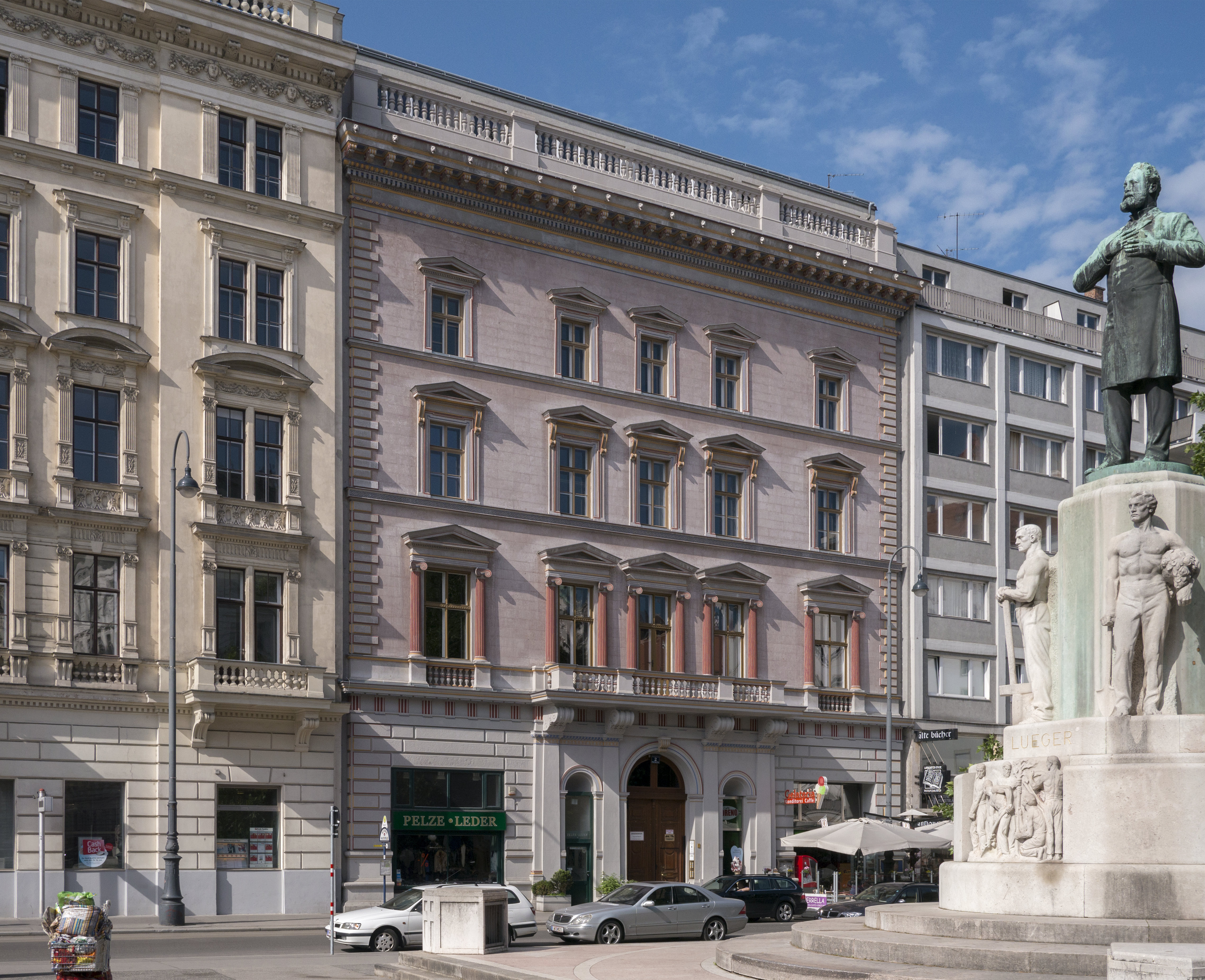
Palais Klein

Das Palais Klein befindet sich im 1. Wiener Gemeindebezirk Innere Stadt, Dr.-Karl-Lueger-Platz 2.

## Geschichte
1867 erbaute der Architekt Carl Tietz den dreitraktigen Bau für die Industriellenfamilie Klein. Der Hintertrakt wurde 1945 zerstört. Das strenghistoristische Palais ist in der Form der Neorenaissance gestaltet. Der Säulenportikus des Rundbogenportals wurde 1958 abgetragen und die seitlichen Figurennischen wurden zu Eingängen ausgebrochen. Die Figuren im Spandrille sind verschwunden. 1989 wurde das Palais renoviert.

## Beschreibung
Auf einem gequaderten Sockelgeschoß ruht eine dreigeschoßige, rosafarbene Oberzone, die durch Ortsteinquaderung und Sohlbankgesimse strukturiert ist. Der mittige Balkon mit Steinbrüstung in der Beletage ruht auf Konsolen die von vier toskanischen Pilastern getragen werden. Die seitlichen Fenster sind von der Dreiergruppe in der Mitte etwas abgesetzt. Alle Fenster besitzen eine Dreiecksgiebelverdachung. Die Fenster der Beletage sind durch ionische Halbsäulenädikolen und Balustradenparapete hervorgehoben. Die oberen Stockwerke tragen Fensterumrahmungen mit Ohren. Das detailreiche Kranzgesims mit Zahnschnitt- und Eierstabfries, Kragsteinen mit Grotesken und Karnies mit Löwenköpfen, trägt eine Attikabalustrade. Etwas zurückgesetzt wurde ein moderner Dachgeschoßaufbau hinzugefügt.
Ein bemerkenswert gut erhaltenes Innenraum-Ensemble findet sich in der Beletage: Auf eine dreischiffige Halle mit Deckengemälde „Gründung des Herdes“ folgt eine Enfilade, bestehend aus einem Saal und zwei Salons. Daran reiht sich der Festsaal mit hellblauen Wandfeldern und einem Deckenrundbild der Jahreszeiten.